# Schloss Albeck (Langenau)

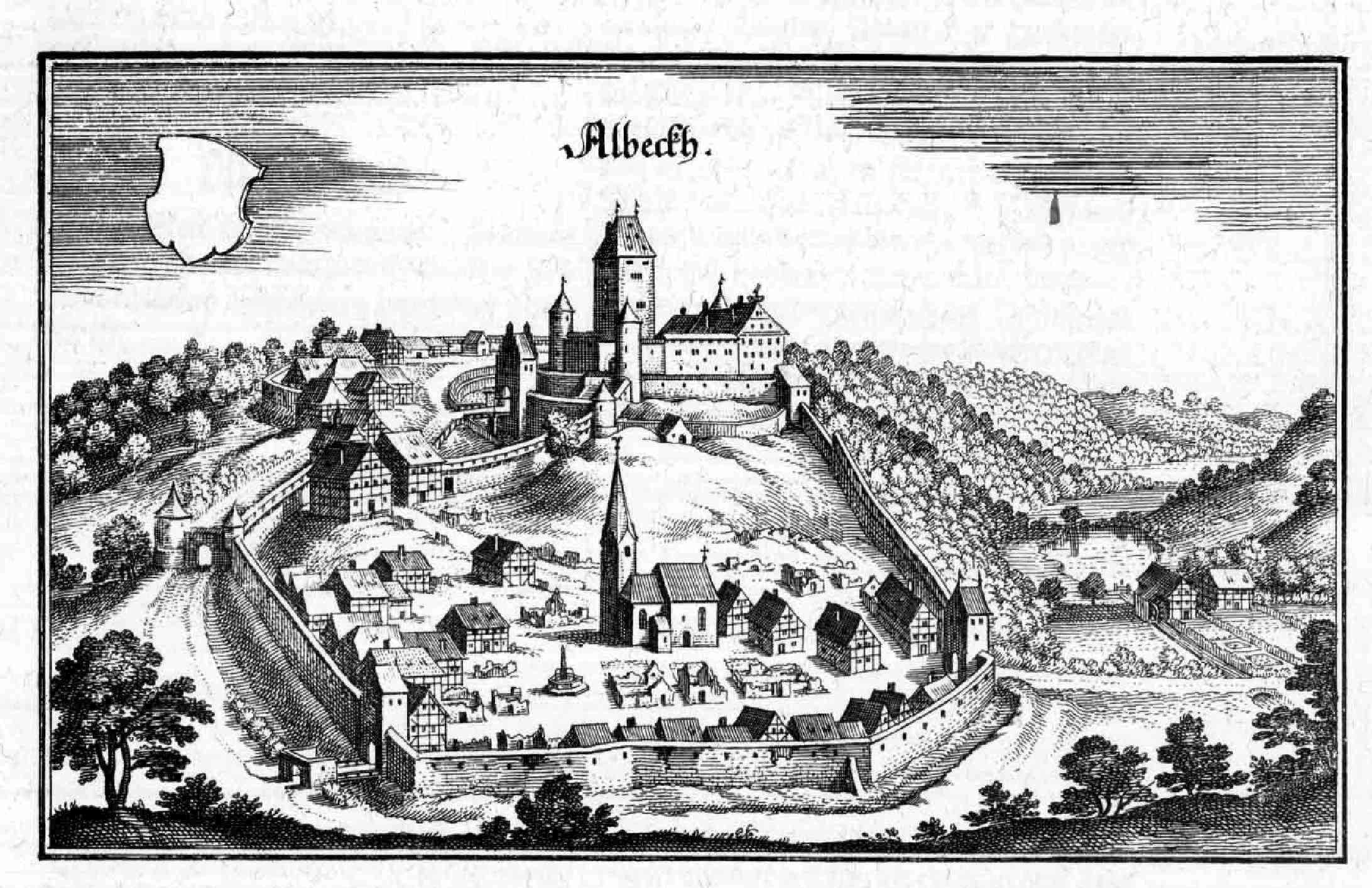
Albeck um 1650

Schloss Albeck liegt innerhalb der historischen Ortsmitte Albecks, einem Stadtteil von Langenau im baden-württembergischen Alb-Donau-Kreis. Es steht in beherrschender Lage an der südlichen Kante des Flöztales nördlich von Ulm.

## Geschichte

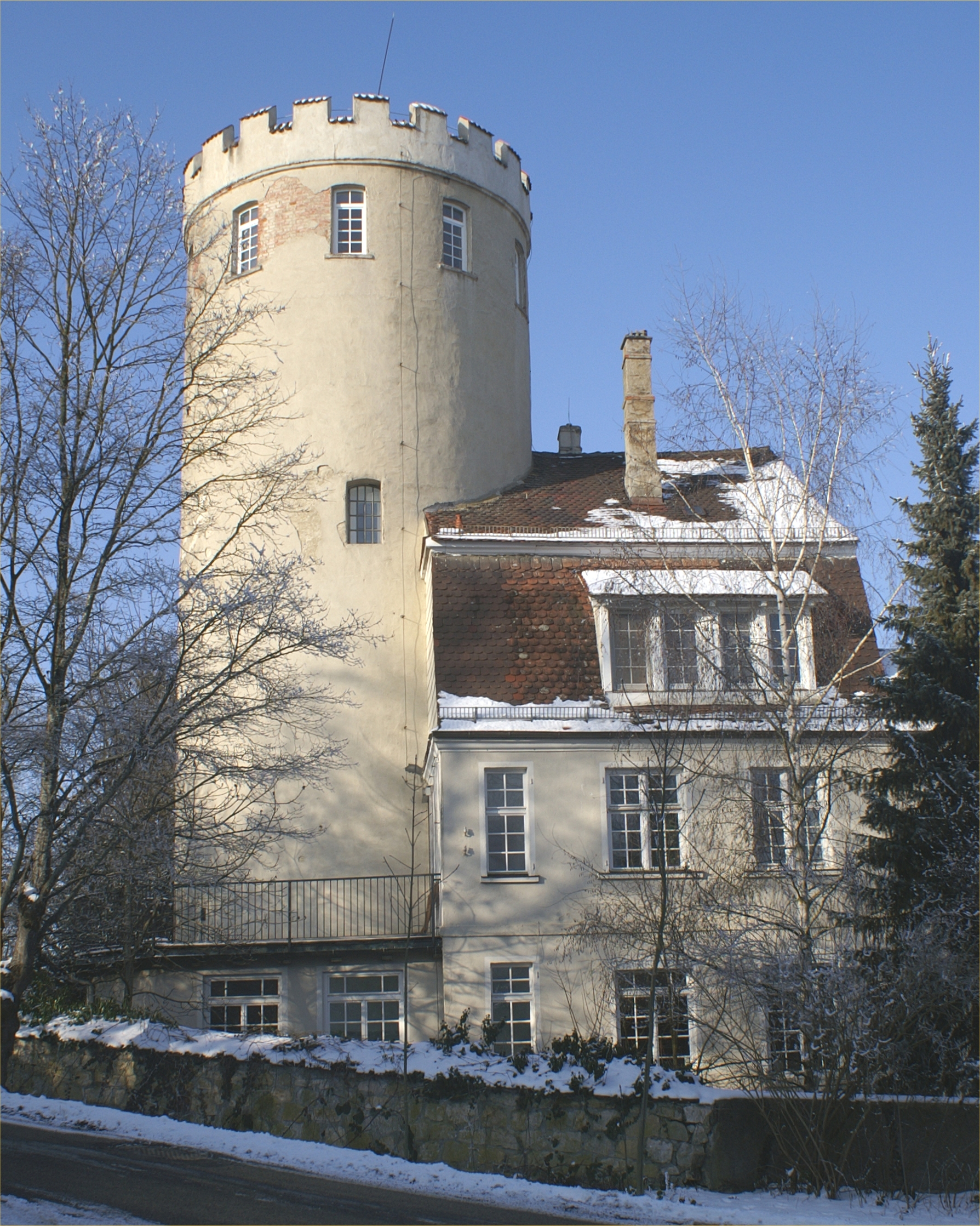
Südturm und ehemaliges Amtsdienerhaus

Vermutlich zwischen 1081 und 1100 wurde von Herzog Friedrich I. von Schwaben die Burg Albeck zur Absicherung des Grenzgebietes zu Ulm, das sich zu dieser Zeit im Besitz der Welfen befand, erbaut. Belehnt wurden die Verwandten Berangar und Adalbert von Stubersheim. Urkundlich erwähnt ist, dass sich Berangar ab 1107/1108 „von Albeck“ nannte. Als Erbe gelangten Burg und Herrschaft 1245 an den Markgrafen Heinrich von Burgau und 1289 an den Grafen Rudolf von Werdenberg-Sargans. Um 1300 erfolgten umfangreiche Ausbaumaßnahmen der Anlage. Zusätzlich wurde der Weiler ummauert. Im Städtekrieg eroberte Ulm die Burg im Jahr 1387. Graf Konrad von Werdenberg verkaufte sie 1383 für 6830 Goldgulden an Ulm.
Während des Fürstenaufstands 1552 wurden Albeck durch den Markgrafen von Brandenburg 10.000 Gulden „Brandschatzung“ auferlegt, weil sich die Besatzung der Burg nicht ergab. Im Dreißigjährigen Krieg nahmen kaiserlichen Truppen die Burg am 17. Juli 1635 nach Belagerung, im Gegensatz zum Dorf Albeck, unzerstört ein. Im 17. Jahrhundert erfolgen umfassende Neubau- und Instandsetzungsmaßnahmen. Eine Zerstörung der Burg und des Dorfes fand – nach zwei erfolglosen Versuchen im Juli 1704 – durch bayerische und französische Truppen während des spanischen Erbfolgekrieges statt. Bereits 1712 erfolgte der Teilwiederaufbau als Schloss unter Verantwortung des Baumeisters Heinrich Hacker, um fortan als Amtssitz zu dienen. In den Jahren 1787/1877 wurde die Schlossbrücke neu errichtet und das Viehhaus abgebrochen. Von 1802 bis 1810 war das Schloss Sitz eines bayerischen Landgerichts und Rentamts. Das Gerichtsdienerhaus mit Gefängniszellen im südlichen Eckturm wurde 1805 errichtet. Nach Übergang an Württemberg war das Schloss von 1810 bis 1819 Sitz eines Oberamtmannes. Nach 1819 wurde es württembergisches Forstamt und 1841 in Privatbesitz verkauft. Um 1900 erfolgte der Ausbau als Landsitz sowie die Aufstockung und Verputzung des südlichen Eckturms. Der südliche Schlossteil wurde 1934 von Württemberg gekauft und 1956 schließlich wieder an privat veräußert. 1966 bis 1969 erfolgen umfassende Renovierungsmaßnahmen. Heute dient das Schloss als Wohngebäude, und Teile der Räumlichkeiten werden vermietet.

## Anlagenbeschreibung
Die ursprünglich stauferzeitliche Burg bestand um 1200 aus einem Bergfried, einer Schildmauer und einem Palas. Der ursprüngliche Burgplatz hatte eine Fläche von 37 bis 44 Metern zu 55 bis 65 Metern und war durch die Bauweise mit Buckelquadern gekennzeichnet. Bereits 1300 wurde die Anlage umfassend ausgebaut, indem die Umfassungsmauer mit Rundtürmen bestückt und südlich und südöstlich ein Vorhof mit Zwinger angelegt wurde. Nach einer Ansicht von Matthäus Merian, kann man die beschrieben Burganlage und das ummauerte Städtchen gut erkennen. Beim Wiederaufbau als Schlossanlage 1712 blieben von der ursprünglichen Bausubstanz nur die Umfassungsmauern der Kernburg, der südliche und westliche Eckturm sowie Teile des Grabens erhalten. Die Gebäude entlang der Umfassungsmauern und die Wirtschaftsgebäude wurden neu errichtet. In einer Zeichnung von 1727 ist die Anlage wie beschrieben erkennbar. Heute ist als mittelalterliches Element der aus dem Fels gebrochene Burggraben südöstlich der Anlage zu erkennen. Die Breite variiert von rund 10 bis 20 Metern, nordwestlich wurde der Graben verfüllt. Der Turm aus Bruchsteinen an der Südecke stammt aus der Zeit um 1300, wurde allerdings 1900 aufgestockt, mit einem Zinnenkranz aus Backsteinen versehen und verputzt. Das oberste Geschoss vor der Erhöhung wurde als beheizbare Wachstube genutzt, worauf der Kaminschacht an der Außenmauer hinweist. Bei einem Durchmesser von 7,5 Metern hat der Turm eine Mauerstärke von zwei Metern. Der Westturm ist als vier Meter hoher Ruinenstumpf erhalten. Darauf steht heute ein moderner Pavillon. Zwischen Süd- und Westturm befindet sich die heute bis zu sieben Meter hohe, teilweise wieder aufgemauerte, mittelalterliche Schildmauer. Teilweise ist eine Buckelquaderverblendung vorhanden. Auch auf der Nordwestseite ist die mittelalterliche, heute verputzte, Außenmauer noch teilweise vorhanden. Von den übrigen mittelalterlichen Bauteilen sind sonst keine Reste mehr sichtbar. An den Südturm angebaut wurde das mansardgedeckte ehemalige Gerichtsdienergebäude von 1805. Weitere Anbauten entstanden um 1900. Anstelle eines Pferdestalls und einer Scheune wurde an der Schildmauer ein Neubau errichtet, beim Fachwerkbau handelt es sich um die ehemalige Pfisterei. Vom beim Wiederaufbau als Amtshaus genutzten Palas, dem Tor, der nordöstlichen Türme und eines Schuppens sind keine Reste mehr sichtbar. An ihrer Stelle wurden eine Garage und eine moderne Scheune errichtet. 